# Ben Zich
Ben Zich (16 februari 2003) is een Duits voetballer die speelt als doelman. Hij speelt in het seizoen 2025/26 voor Roda JC, dat hem huurt van Fortuna Düsseldorf.

## Clubcarrière
Zich speelde in de jeugdopleiding bij Fortuna Düsseldorf, Wuppertaler SV en Borussia Mönchengladbach alvorens hij in het seizoen 2022/23 bij laatstgenoemde club doorstroomde naar het tweede elftal, spelend in de Regionalliga West. Hier kwam hij tot vier optredens. In de zomer van 2023 maakte hij de overstap naar Fortuna Düsseldorf, waar hij aansloot bij het tweede elftal. Bij Fortuna Düsseldorf speelde de sluitpost twee seizoenen met het tweede elftal in dezelfde competitie.
Op 28 mei 2025 werd Zich door Roda JC gepresenteerd als nieuwe aanwinst voor het seizoen 2025/26. De doelman werd voor één seizoen gehuurd van Fortuna Düsseldorf.
1 Treichel ·
2 Timmermans ·
3 Tol ·
4 Nisbet ·
5 Jansen ·
6 Paulissen ·
7 Seedorf ·
8 Müller ·
9 Van den Hurk  ·
10 Schwirten ·
11 Griffith ·
14 Breij ·
15 Beerten ·
16 Cooper-Love ·
17 Lajud ·
18 Köther ·
20 Leijten ·
21 Zich ·
22 Kruiver ·
23 Steins ·
26 El Meliani ·
28 Foss ·
33 Van den Buijs ·
34 Maiorano ·
35 Janssen ·
Coach: Van Dessel
· Assistent-coach: Dusseldorp
· Assistent-coach: Verbunt
· Keeperstrainer: Creemers